# Francesco Saverio Grazioli
Francesco Saverio Grazioli (Roma, 18 dicembre 1869 – Firenze, 20 febbraio 1951) è stato un generale e politico italiano che fu, tra le altre cose, senatore del Regno d'Italia.

## Biografia
Nato in una famiglia di ricchi agrari di tradizione papalina, nel 1883 entrò nel Collegio militare della sua città natale e tre anni dopo fu ammesso all'Accademia Militare di Modena, dove militò due anni prima di passare alla Scuola di Applicazione di Artiglieria e Genio a Torino, dove conobbe Giulio Douhet. Dal 1896 al 1898 fu di stanza in Eritrea; dopo il rimpatrio, nel 1899 Grazioli entrò alla Scuola di Guerra di Civitavecchia, dove terminò i suoi studi militari.
Nell’ottobre del 1900 si sposò con Anna Agnese Bianco e da questa unione nacque l'anno successivo la primogenita Andreina. Trasferito nel gennaio 1901 allo Stato maggiore della 16ª divisione militare territoriale di Livorno, nel luglio seguente venne destinato a Sulmona al 18º artiglieria da campagna per il periodo di comando di batteria. Nel luglio del 1903 fu assegnato all’ufficio particolare del capo di Stato maggiore dell’esercito, dipendendo prima da Tancredi Saletta e poi dal successore Alberto Pollio.
Nel marzo 1910 venne promosso maggiore per meriti eccezionali e nominato comandante del III battaglione del 2º granatieri a Roma. In quel periodo perse il figlio Mario, scomparso per una malattia inguaribile a 7 anni; quasi contemporaneamente, divenne padre della seconda figlia femmina, Graziella. Partecipò alla guerra italo-turca dall'ottobre del 1911 all'ottobre del 1912 e successivamente alla prima guerra mondiale, durante la quale comandò l'VIII Corpo d'armata durante la battaglia di Caporetto e gli Arditi, nello sviluppo dei quali gli studi del Generale dopo il termine della Strafexpedition (nella quale la Brigata Lambro, di cui all'epoca era comandante, subì gravissime perdite), in cui egli teorizzò la formazione di plotoni specializzati nel penetrare le linee nemiche attraverso ogni falla, infiltrarsi alle loro spalle e disturbarne gravemente le retrovie (studi attentamente letti e condivisi dal Generale Capello, sotto il quale gli Arditi veri e propri ebbero il battesimo del fuoco durante l'Undicesima Battaglia dell'Isonzo), furono determinanti. A questo punto è necessario ricordare che Grazioli, con i suoi due Corpi d'Armata e la Brigata Lambro (tra i quali il suo Corpo d'Armata d'Assalto), ebbe l'incarico di sfondamento dello schieramento austro-tedesco sul Piave, operazione che riuscì pienamente, consentendogli di entrare per primo a Vittorio Veneto. Ebbe la Cittadinanza onoraria della città e il suo nome alla piazza principale della medesima. Durante la Grande Guerra nacque la sua terza figlia femmina, che chiamò Vittoria in onore della Vittoria e di Vittorio Veneto.
Durante l'impresa di Fiume di Gabriele D'Annunzio e i suoi seguaci il generale Francesco Grazioli fu a capo del corpo alleato di stanza nella città ma all'intervento di D'Annunzio non intervenne per ostacolarne l'occupazione, per cui i contingenti francesi, inglesi e statunitensi si ritirarono in alcune caserme del centro. Nell'immediato dopoguerra Grazioli si iscrisse alla Società Geografica Italiana (1920) e nel frattempo arrivò la nomina a Direttore superiore delle scuole militari, che mantenne fino all'8 marzo 1923, mentre nel 1921 venne accolto nel Consiglio dell'Esercito.
Grazioli era fautore di un esercito ridotto come numero di uomini ma bene armato, guidato da una dottrina strategica offensiva e ispirato a una tattica che consentisse rapidità e facilità di manovra; inoltre, propose di sciogliere il corpo di Stato maggiore e sostituirlo con un percorso alternativo, aperto e accessibile a chiunque ne fosse stato meritevole. Considerato per queste idee un "progressista", fu anche promosso generale di corpo d'armata il 25 gennaio 1923, quindi dal 4 maggio 1925 al 6 febbraio 1927 rivestì la carica di sottocapo di Stato Maggiore dell'Esercito.
Favorevole al fascismo, non partecipò alla marcia su Roma solo per lealtà verso la monarchia. Nel dicembre del 1928 venne nominato senatore del Regno d'Italia e il 10 maggio successivo fece il giuramento di rito; nella Camera Alta fece parte della Commissione Finanze e dal 1933 al 1937 fu relatore delle previsioni di spesa del ministero della Guerra. Grazioli terminò la carriera militare con il grado di generale d'armata, ricevuto il 21 ottobre 1937, lo stesso anno in cui diventò Presidente del Circolo degli ufficiali delle Forze armate, incarico che tenne fino al 1939.
Dal novembre 1938 al marzo 1940, su designazione del ministro Attilio Teruzzi, fu nominato anche vicepresidente della Compagnia italiana trasporti Africa orientale, un ente creato per lo sviluppo economico dell’Impero. Collocato in riserva nel gennaio del 1940, nella primavera del 1941 riuscì a divenire - per intercessione di Alfredo Guzzoni - direttore della rivista Nazione Militare. Nel dicembre del 1942, dopo che Benito Mussolini aveva citato un suo rapporto sull'esercito sovietico in un discorso, propose al Duce l'idea di una pace separata con l'URSS.
Nei giorni immediatamente precedenti l'ultima seduta del Gran Consiglio del fascismo si fece (formalmente) promotore di una richiesta di convocazione di seduta plenaria del Senato, firmata tra il 22 e il 24 luglio 1943 da 63 colleghi senatori. Nell'ordine del giorno era manifesta la volontà di unire il Paese attorno alla persona del Sovrano per resistere agli avvenimenti bellici. Le ragioni della richiesta, espresse da Grazioli in un promemoria al presidente del Senato Giacomo Suardo, evidenziavano la gravità della situazione e anche la consapevolezza del ruolo delle residue istituzioni statutarie tradizionali (Forze armate e Senato) attorno al Sovrano per affrontare la crisi".
Essendo ostile al nuovo Capo del Governo Pietro Badoglio, il 19 settembre 1943 fu avvicinato da Guido Buffarini Guidi che gli propose di diventare Ministro della Difesa nazionale e della Produzione bellica nel nuovo governo della Repubblica Sociale Italiana: in cambio avrebbe ottenuto la promozione a maresciallo d'Italia e la designazione a facente funzioni di vice presidente del Consiglio, ma Grazioli rifiutò, suggerendo all'avvocato pisano il nome di Rodolfo Graziani. Dopo l'avanzata degli Alleati, fu espulso dal Senato il 7 agosto 1944 dall'Alta Corte di Giustizia per le sanzioni contro il Fascismo per essere stato uno dei "presidenti di uffici e commissioni legislative dopo il 3 gennaio 1925", ma non gli fu mossa nessun'altra accusa.
Dopo la conclusione della seconda guerra mondiale fu ancora molto polemico nei confronti di Badoglio, con cui fu protagonista di un vivace scambio d'accuse (Grazioli accusò il collega monferrino di correità con Mussolini, ma i due militari si sarebbero successivamente riappacificati). Molto attivo in campo storiografico, pubblicò inoltre le opere Le operazioni militari nel 1848 e Luci ed ombre nella campagna del 1848 in Italia. Con lo storico Gioacchino Volpe fu autore di una collana sui classici del pensiero militare italiano, in questa veste però volle un tono encomiastico e agiografico, scevro da ogni critica o giudizio, come voleva il regime in quegli anni, questo provocò abbastanza presto l'allontanamento dell'unico vero storico militare accademico di quel periodo, Piero Pieri, che (anche come personaggio estraneo al regime) non voleva rinunciare alla sua libertà di giudizio.
Collocato infine in congedo assoluto nel dicembre 1947 per limiti d’età, morì per emorragia cerebrale a Firenze il 20 febbraio 1951.